# حاجی‌آباد (نجف‌آباد)
حاجی‌آباد (نجف‌آباد)، روستایی از توابع بخش مرکزی شهرستان نجف‌آباد در استان اصفهان ایران است.

## جمعیت
این روستا در دهستان صادقیه قرار دارد و براساس سرشماری مرکز آمار ایران در سال ۱۳۸۵، 2449 نفر جمعیت داشته است.